# Willy Falck Hansen
Willy Falck Hansen (n. 4 aprilie 1906, Helsingør, Regiunea Hovedstaden, Danemarca – d. 18 martie 1978, Brașov, România) a fost un ciclist de performanță ce a reprezentat Danemarca, medaliat olimpic. A participat la 2 ediții ale Jocurilor Olimpice (1924, 1928) în care a câștigat o medalie de aur și o medalie de argint.